# Cukorrépa

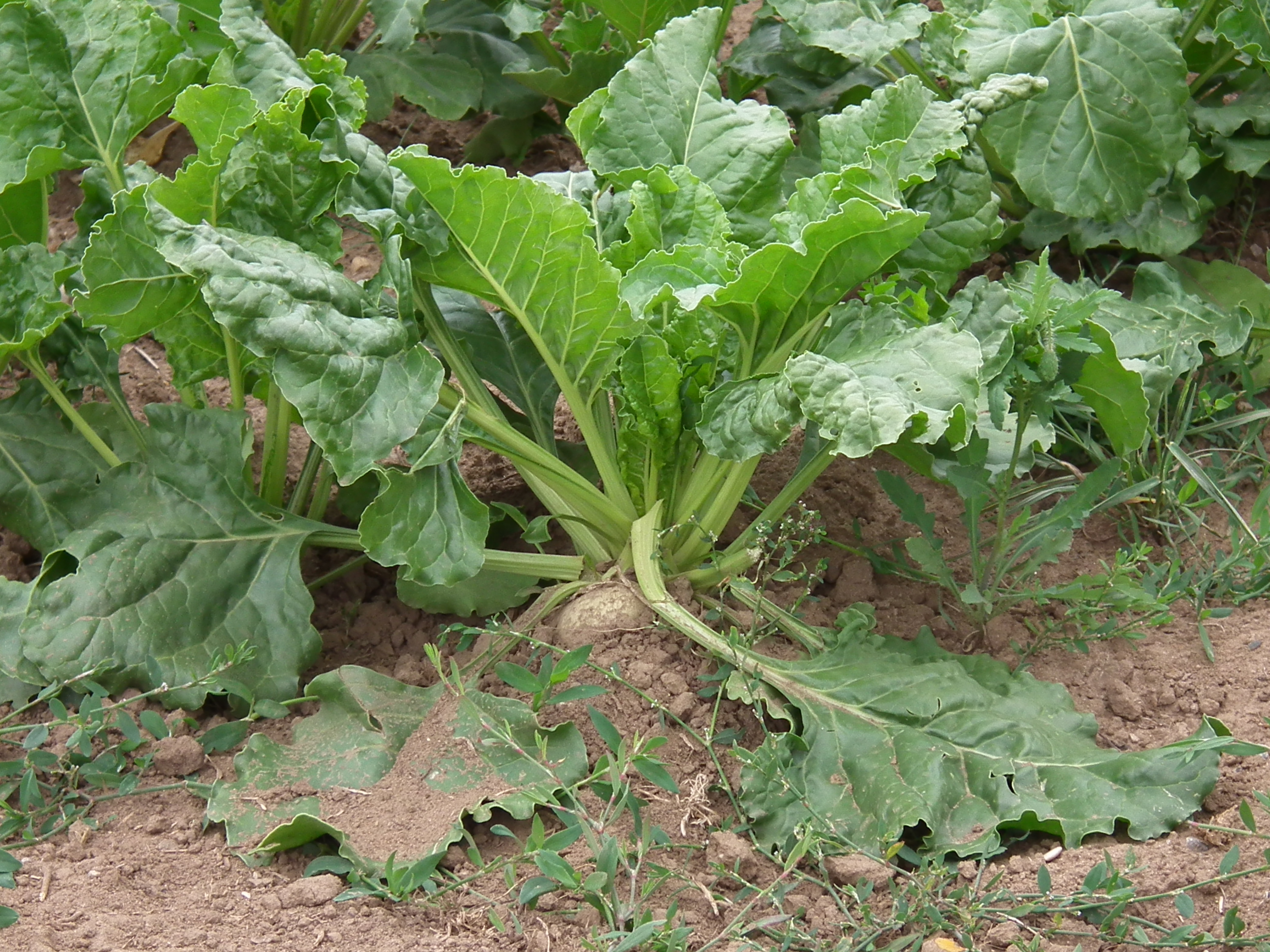
Cukorrépa a földben

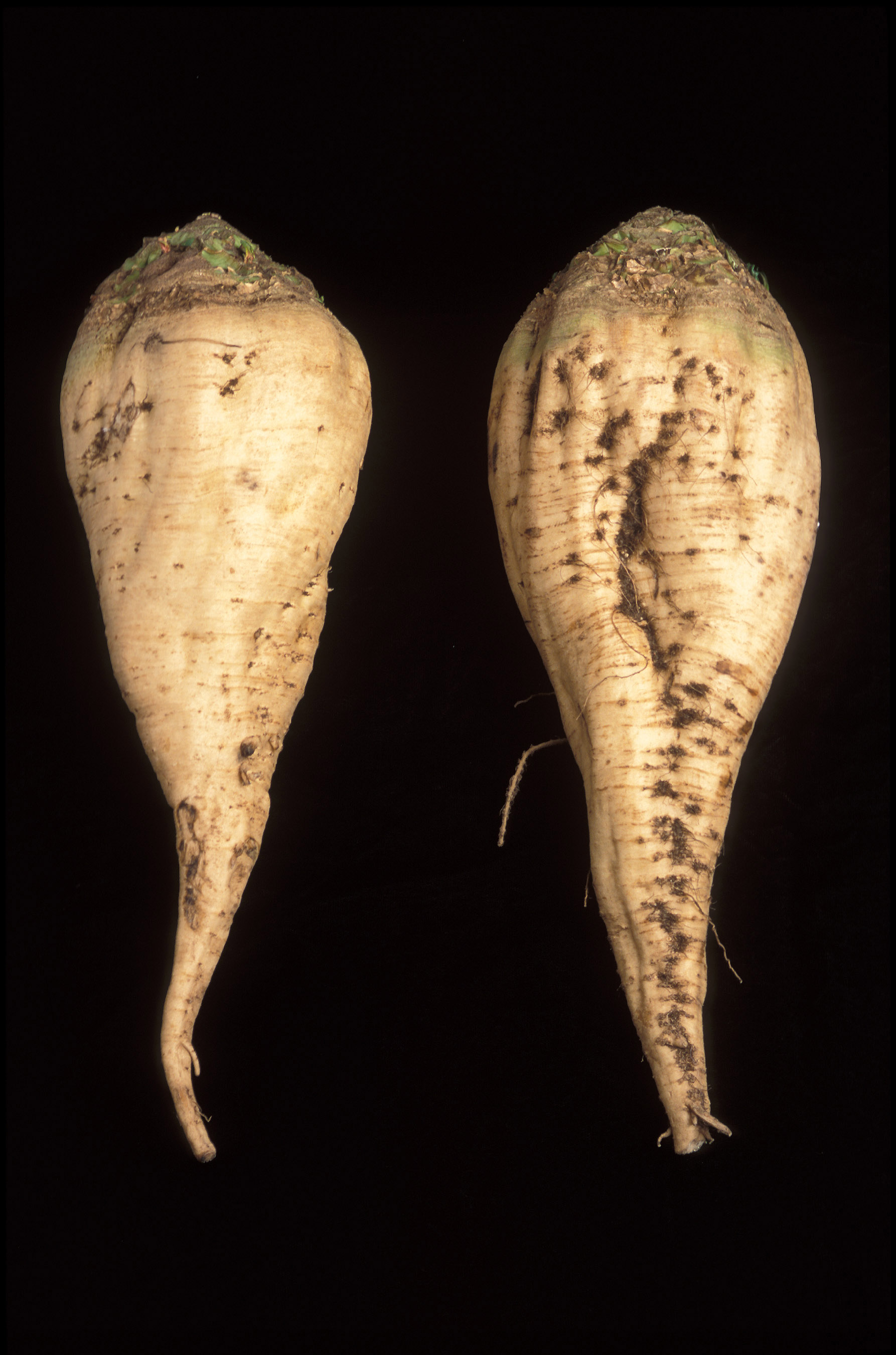
Két cukorrépafajta gyökere: a bal oldali a hagyományosnál simább, így kevesebb föld tapad hozzá.

A cukorrépa (Beta vulgaris subsp. vulgaris var. altissima) (a cukornád és cukorcirok mellett) a világon a legjelentősebb termesztett, cukortartalmú ipari növény.
A cukorrépa a mérsékelt éghajlati övezetre jellemző, hő- és csapadékigénye a cukornádhoz viszonyítva csekély. A cukorrépa mélyen gyökerező tulajdonsága miatt az alsóbb (1–2 méter közötti) talajrétegek vízkészletéből is sokat képes felhasználni.

## Termőhelyigény
A cukorrépa a mérsékelt éghajlati öv növénye. Sokan a „leg”-ek növényeként is emlegetik, hiszen a termesztés során a legjobb tudást, a legjobb termőföldet és a legmodernebb agrotechnikát követeli meg.
Hosszúnappalos növény; évi hőösszeg-igénye 2500-2600 °C. Vízigénye nagy (550–600 mm), de az időjárás is nagymértékben befolyásolja a termesztés eredményességét. A talajjal szemben igényes: a kötött, szikes talaj kedvezőtlen, ám a mély termőréteggel rendelkező, semleges kémhatású talajon viszont eredményesen lehet művelni. Igényes az előveteménnyel szemben is, hiszen a cukorrépa nagy mennyiségű tápanyagot és vizet vesz fel a fejlődése során. Legkedvezőbb elővetemény számára az őszi búza vagy az őszi árpa, melyek nyáron már betakarításra kerülnek.

## Összetétele
A cukorrépa átlagosan 75% vizet és 25% szárazanyagot tartalmaz; cukortartalma (digesztiója) 13-19% között változik. A Magyarországon megtermelt cukorrépa átlagos cukortartalma 16% körüli értéket mutat.

## Cukorrépa fajták
A különböző nemesítések eredményeként számos cukorrépa fajta létezik. A nemesítőházak két legfőbb irányvonala:
- a cukortartalom és a terméshozam növelése (Z: cukordús fajta, ZZ: nagyon cukordús fajta, NZ: bőtermő és cukordús közti átmenet)
- betegségekkel szembeni ellenállás (rizománia és rizoktónia toleráns, valamint cerkospóra és lisztharmat rezisztens fajták)

### Cukorrépa vetőmag nemesítő házak
- SESVanderHave
- MariboHilleshög
- KWS
- Strube D&S GmbH

## Vetése
A növényállomány megfelelő fejlődésének érdekében a cukorrépa laza és nyirkos magágyat, valamint helyes vetési mélységet (3-3,5 cm) igényel. A magok Magyarországon március végén, április elején kerülnek a talajba.

## Betakarítása
A cukorrépa betakarítása ősszel kezdődik meg. Manapság korszerű betakarító-gépekkel történik a kiszedése és a rakodása is; a kedvezőtlen időjárási viszonyok miatt azonban a nehezen betakarítható növények közé tartozik. A kiszedőgép kidepózza (ún. prizmákba rakja) a tábla szélére a gyökértesteket, majd ezt követően egy magasfokú tisztító- és rakodógép átrakja azokat a teherautókra. A kamionok ezután vagy közvetlenül a gyártelepre fuvarozzák be a termést, vagy egy vasúti feladóhelyre, ahol vasúti vagonokba rakják át a gyökereket.

## Melléktermékei
A cukorrépa feldolgozása során számos melléktermék keletkezik:
- Melasz: szesz- és élesztőipar alapanyagaként,
- Mésziszap: talajjavítóként,
- Répaszelet: állati takarmányozásra valamint biogáz előállításra használják.

## Termesztése

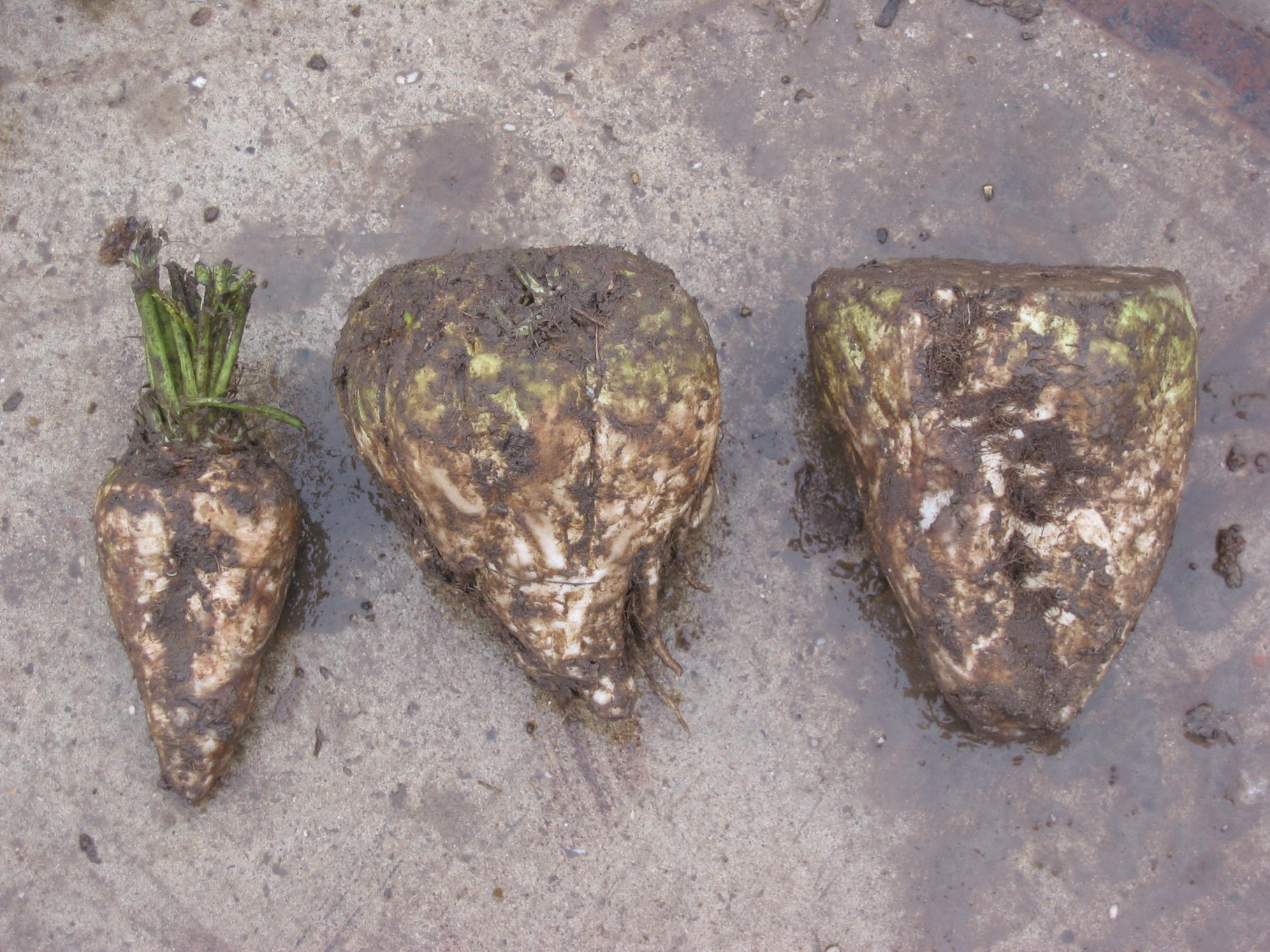
Formák

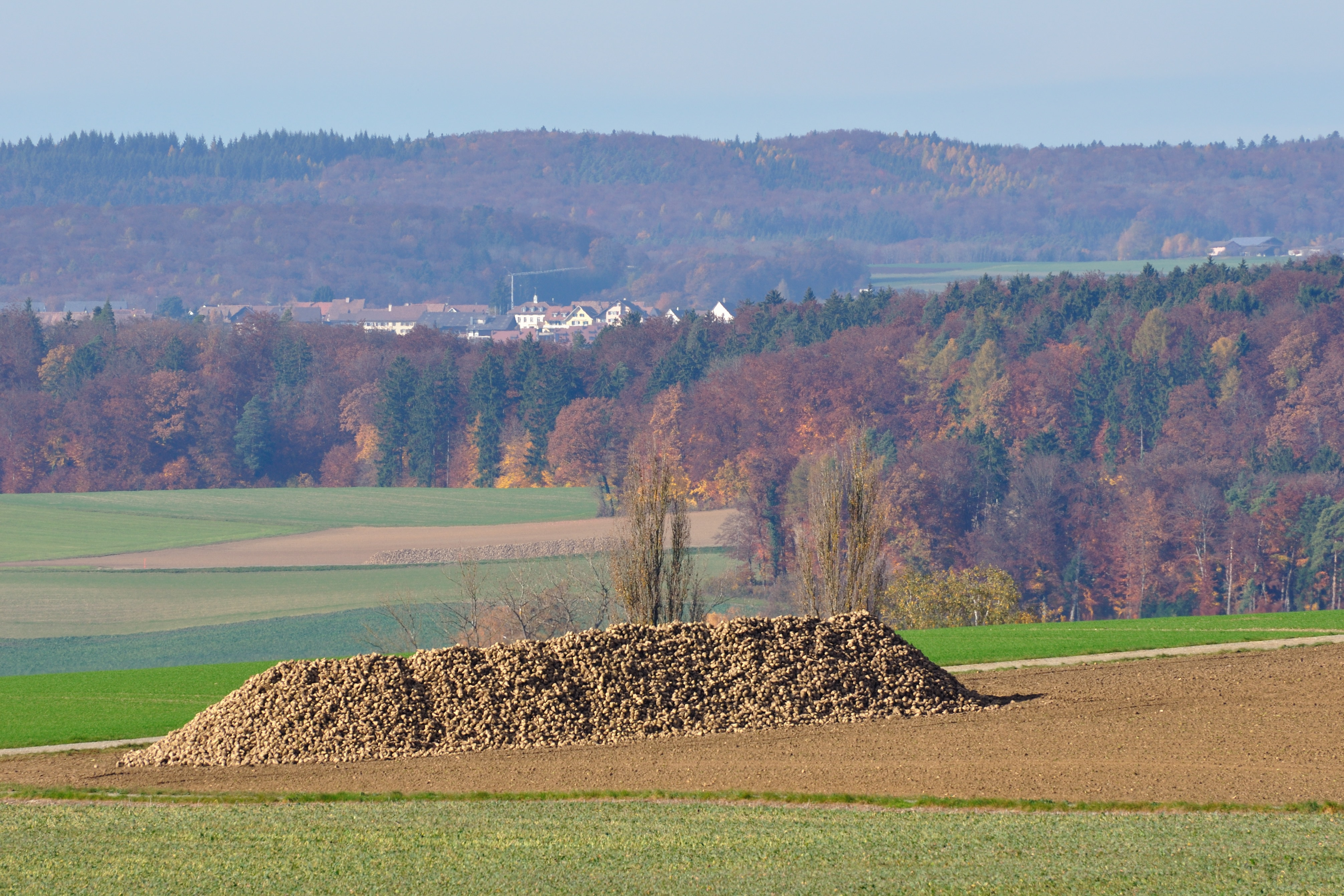
Cukorrépa-prizma

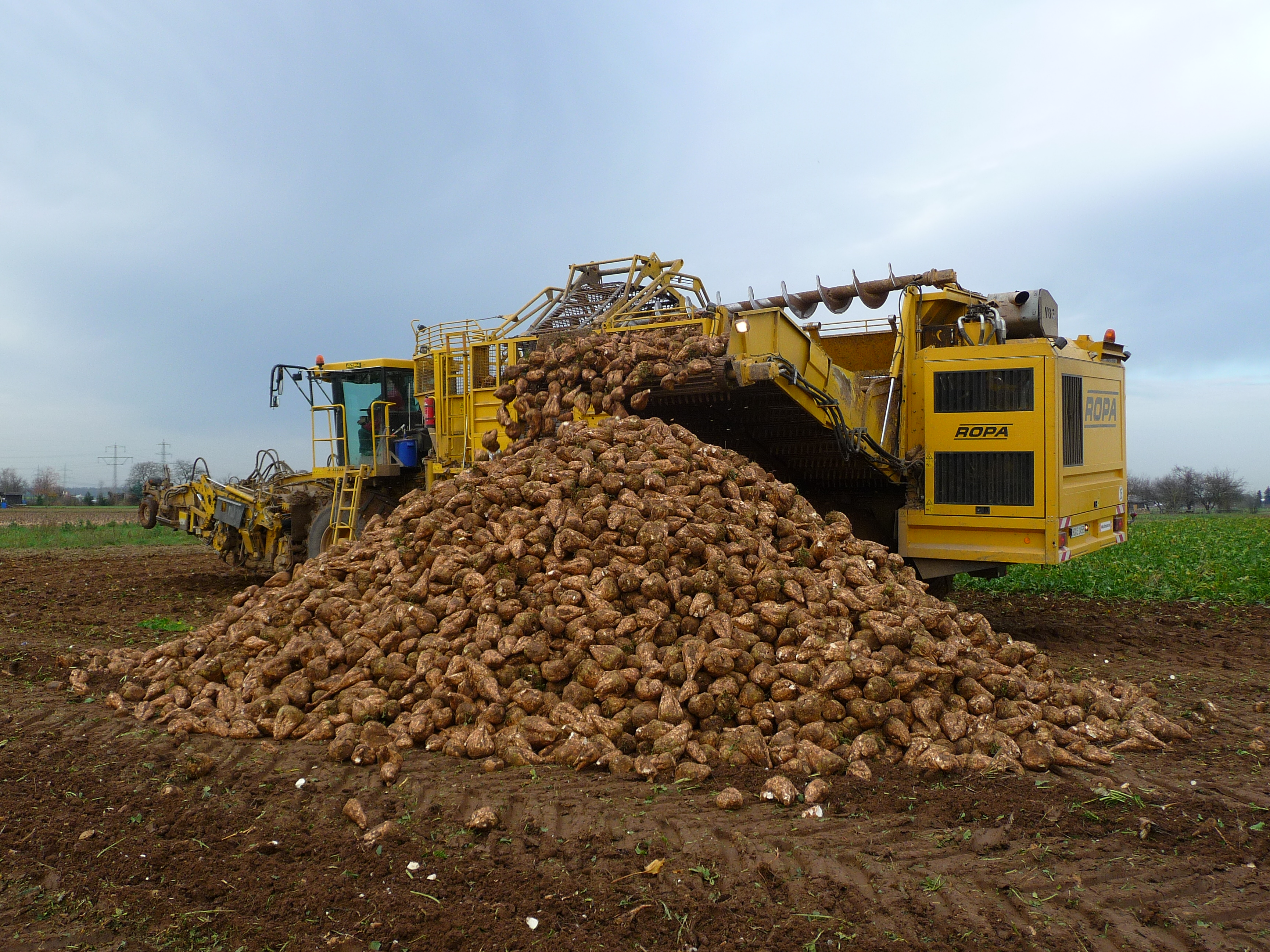
Ropa euroTiger cukorrépa-betakarító gép

A cukorrépa az egyik legfontosabb és legelterjedtebb ipari növény a világon. 2021-ben a cukorrépát több mint 50 országban termesztették, és az éves termés mennyisége meghaladta a 270 millió tonnát. 
A világ legnagyobb cukorrépa termelői közé tartozik Oroszország, Franciaország, az Egyesült Államok, Németország és Törökország. Ezek az országok a 2021-es termelésük alapján az első öt helyen álltak. 2021-ben Oroszország az éves világ cukorrépa termésének a 15%-át adta.

### Az EU-ban
2005-ben Brazília, Ausztrália és Thaiföld a legnagyobb cukortermelő országok megtámadták a WTO-nál az EU cukorpiaci rendtartását, amit még 1968-ban vezetett be az Európai Közösség az európai piac és cukortermelők védelmére. Az EU 260%-os védővámmal és intervenciós árral védte az európai piacot, azonban a WTO felszólította az EU-t, hogy számolja fel a cukorpiaci rendtartását és vezesse ki a védővámokat. A cukor rendtartásának a felszámolása 2005-ben kezdődött meg és 2017-ben szűnt meg teljesen, aminek hatására az európai cukor áraknál 3-4-szer olcsóbb brazil, ausztrál, thai, az AKCS és az LDC országok vámmentesen vagy csökkentett vámtételesen szállíthatnak cukrot az Unióba, ezzel az Unió vele együtt Magyarország nettó cukorimportőrré vált. Magyarországon 2006 júliusától 4 lépcsőben csökkenteni kezdték a cukor intervenciós árát és a cukorrépa kvótaszámát. Az árak leszorításával már csak azoknak a magyar termelőknek érte meg tovább termelni a cukorrépát, akik képesek voltak 45-50 tonnás termésátlagot elérni. A cukorrépa termesztése évi 3,5 millió tonnáról 573 ezer tonnára csökkent. A reform következtében bezárt a kabai, a szerencsi, a szolnoki és a petőházi gyár is. Magyarországon jelenleg a kaposvári cukorgyár dolgozza fel a termést, hiszen 2008-tól már csak ez az egy cukorgyár üzemel az országban. A legsúlyosabban azonban Bulgáriát, Írországot, Lettországot, Portugáliát és Szlovéniát érintette, ahol teljes egészében megszűnt a cukorgyártás. 2006 és 2013 között 627 millió euró európai uniós támogatást kapott Magyarország a cukorrépa termelők és gyártók kárpótlására, aminek csupán csak a 65%-át kapták meg.
Európai cukorrépa-termesztés 2010/11-ben és 2013/14-ben
| Ország                      | Termőterület 2010/11 ezer hektár | Átlagtermés 2010/11 tonna/hektár | Termőterület 2013/14 ezer hektár | Átlagtermés 2013/14 tonna/hektár |
| --------------------------- | -------------------------------- | -------------------------------- | -------------------------------- | -------------------------------- |
| Ausztria                    | 45                               | 61,9                             | 51                               | 68,3                             |
| Belgium / Luxemburg         | 60                               | 72,7                             | 62                               | 74,1                             |
| Csehország                  | 57                               | 51,2                             | 62                               | 63,0                             |
| Dánia                       | 39                               | 59,0                             | 38                               | 69,0                             |
| Egyesült Királyság          | 93                               | 80,6                             | 107                              | 74,9                             |
| Franciaország               | 381                              | 72,4                             | 395                              | 75,4                             |
| Finnország                  | 15                               | 33,3                             | 12                               | 40,2                             |
| Görögország                 | 14                               | 54,3                             | 6                                | 57,9                             |
| Hollandia                   | 70                               | 75,3                             | 73                               | 78,2                             |
| Horvátország                | 27                               | n.a.                             | 25                               | 51,9                             |
| Lengyelország               | 195                              | 52,1                             | 185                              | 60,8                             |
| Litvánia                    | 11                               | 45,5                             | 11                               | 54,9                             |
| Magyarország                | 14                               | 62,5                             | 16                               | 54,2                             |
| Németország                 | 345                              | 65,0                             | 316                              | 67,4                             |
| Olaszország                 | 62                               | 57,3                             | 41                               | 53,0                             |
| Portugália (Azori-szigetek) | 1                                | n.a.                             | 0,4                              | n.a.                             |
| Románia                     | 18                               | 52,8                             | 29                               | 36,7                             |
| Spanyolország               | 45                               | 77,8                             | 35                               | 82,4                             |
| Svédország                  | 37                               | 51,4                             | 35                               | 64,2                             |
| Szlovákia                   | 17                               | 59,9                             | 20                               | 56,3                             |
| Európai Unió összesen       | 1519                             |                                  | 1517                             |                                  |
| Fehéroroszország            | 97                               | 41,2                             | 99                               | 43,7                             |
| Macedónia                   | 1                                | n.a.                             | -                                | -                                |
| Moldova                     | 24                               | 34,3                             | 28                               | 35,6                             |
| Oroszország                 | 1160                             | 17,3                             | 850                              | 46,3                             |
| Svájc                       | 18                               | 72,4                             | 20                               | 68,0                             |
| Szerbia                     | 70                               | n.a.                             | 62                               | 47,8                             |
| Törökország                 | 300                              | 46,7                             | 281                              | 56,7                             |
| Ukrajna                     | 492                              | 27,8                             | 293                              | 39,7                             |
| Európa összesen             | 3708                             |                                  | 3150                             |                                  |

## Fordítás
- Ez a szócikk részben vagy egészben  a   Sugar_beet című angol Wikipédia-szócikk fordításán alapul.  Az eredeti cikk szerkesztőit annak laptörténete sorolja fel. Ez a jelzés csupán a megfogalmazás eredetét és a szerzői jogokat jelzi, nem szolgál a cikkben szereplő információk forrásmegjelöléseként.